# Institut national de statistique et d'économie appliquée
L'Institut national de statistique et d'économie appliquée (INSEA) (en arabe : المعهد الوطني للإحصاء والاقتصادالتطبيقي) est l'une des grandes écoles d'ingénieurs marocaines située à Rabat et créée en 1961.
Il s'est substitué, par décret royal, au Centre de formation d'ingénieurs des travaux statistiques en 1967 grâce à l'appui de la Commission économique pour l'Afrique (CEA).
L'Institut est sous la tutelle du Haut-Commissariat au plan, organe national de la planification économique.

## Présentation
L'INSEA propose une formation qui donne une place égale à la statistique et l'analyse économique, et offre une spécialisation dans les domaines des sciences de données (Data Science) , des sciences de la décision et recherche opérationnelle,de la génie logiciel et data; de la finance de marché et de l'actuariat, de la statistique et l'économie appliquée ainsi que la statistique démographique.
C'est la première école qui a proposé une formation en informatique au niveau national et qui s'est doté du premier ordinateur au royaume, et ce, en 1974 et la première école d’ingénieur qui a proposé une formation en Data Science, et ce, en 2019.

## Filières
- Actuariat-Finance
- Sciences de la décision et Recherche Opérationnelle
- Biostatistique, Démographie et Big Data
- Data Science
- Data and Software Engineering
- Economie Appliquée, Statistique et Big Data

## Diplômés
- Taïeb Fassi-Fihri, Ministre des Affaires étrangères de 1993 à 2012.
- Mohamed Horani, PDG de HPS et tête de la Confédération générale des entreprises du Maroc (CGEM) de 22 mai 2009 à 16 mai 2012.
- Aziz Rebbah, Ministre marocain de l’Énergie, des Mines et du Développement durable de 5 avril 2017 à 7 octobre 2021.